# Anse du Gouverneur (Saint-Barthélemy)
Anse du Gouverneur est un quartier de Saint-Barthélemy dans les Caraïbes. Il est situé dans la partie sud de l'île entre Gouverneur et Morne Rouge.